# Leptodactylus validus
Leptodactylus validus (tên tiếng Anh: Windward Ditch Frog) là một loài ếch thuộc họ Leptodactylidae.
Loài này có ở Grenada, Saint Vincent và Grenadines, và Trinidad và Tobago.
Môi trường sống tự nhiên của chúng là rừng ẩm vùng đất thấp nhiệt đới hoặc cận nhiệt đới, sông ngòi, sông có nước theo mùa, đầm nước, đầm nước ngọt có nước theo mùa, hang, vùng đồng cỏ, các đồn điền, vườn nông thôn, các vùng đô thị, rừng trước đây suy thoái nghiêm trọng, đất có tưới tiêu, và kênh đào và mương rãnh.